# بيتر دنت
بيتر دنت (بالإنجليزية: Peter Dent)‏ هو مدرس وشاعر بريطاني، ولد في 9 مايو 1938 في فورست غيت ‏ في المملكة المتحدة.